# 加藤英夫
加藤 英夫（かとう ひでお、1948年5月18日 - ）は、愛知県出身の元プロ野球選手。ポジションは投手。

## 来歴・人物
愛知県額田郡山中村（現・岡崎市）生まれ。岡崎市立山中小学校、岡崎市立東海中学校卒業。
中京商業高校では1965年、2年生の時に控え投手として春の選抜に出場するが登板機会はなかった。翌1966年はエースとして甲子園春夏連覇を達成、1962年の作新学院に続く史上2校目の快挙であった。春の選抜は準決勝で宇部商に延長15回サヨナラ勝ち。決勝では土佐高の上岡誠二と投げ合い、1-0で完封勝利。夏の選手権は準決勝で前田正宏と荒武康博のバッテリー擁する報徳学園を降し、決勝では松山商の西本明和に投げ勝つ。同年秋の大分剛健国体でも優勝が期待されたが、1回戦で平安高の門野利治に抑えられ敗退。高校同期にはバッテリーを組んだ矢沢正、三塁手の平林二郎、右翼手の伊熊博一がいる。また1年下に控え捕手の大島忠一、2年下に控え投手の水谷則博がいた。
1966年第2次ドラフト会議で近鉄バファローズから2位指名を受け入団。1年目の1967年7月から先発で起用されるが、結果を残せず中継ぎに回る。1974年には自己最多の38試合に登板、1勝3セーブを記録するが、1976年には登板機会がなくなり、同年限りで引退した。サイドスローからのスライダー、シュートが武器だった。
2009年に母校である中京大中京高校が第91回全国高校野球選手権大会で決勝まで進み、自身がエースとして優勝した48回大会以来の優勝を決め加藤自身もスタンドから応援する姿がテレビで放映され、ラジオ中継では優勝決定後にインタビューに応じていた。なお現在は嘱託社員として愛知県豊田市内の病院レストランに勤務。
2012年8月から名古屋経済大学野球部コーチに就任。

## 詳細情報

### 年度別投手成績
| 年 度     | 球 団     | 登 板 | 先 発 | 完 投 | 完 封 | 無 四 球 | 勝 利 | 敗 戦 | セ 丨 ブ | ホ 丨 ル ド | 勝 率 | 打 者 | 投 球 回 | 被 安 打 | 被 本 塁 打 | 与 四 球 | 敬 遠 | 与 死 球 | 奪 三 振 | 暴 投 | ボ 丨 ク | 失 点 | 自 責 点 | 防 御 率 | W H I P |
| --------- | --------- | ----- | ----- | ----- | ----- | -------- | ----- | ----- | -------- | ----------- | ----- | ----- | -------- | -------- | ----------- | -------- | ----- | -------- | -------- | ----- | -------- | ----- | -------- | -------- | ------- |
| 1967      | 近鉄      | 11    | 4     | 0     | 0     | 0        | 1     | 3     | --       | --          | .250  | 103   | 23.1     | 25       | 3           | 9        | 0     | 1        | 12       | 1     | 0        | 14    | 14       | 5.48     | 1.46    |
| 1968      | 近鉄      | 16    | 1     | 0     | 0     | 0        | 0     | 1     | --       | --          | .000  | 111   | 28.1     | 26       | 4           | 4        | 0     | 1        | 23       | 1     | 1        | 11    | 11       | 3.54     | 1.06    |
| 1973      | 近鉄      | 21    | 0     | 0     | 0     | 0        | 0     | 0     | --       | --          | ----  | 150   | 35.0     | 36       | 2           | 11       | 0     | 3        | 23       | 0     | 1        | 12    | 10       | 2.57     | 1.34    |
| 1974      | 近鉄      | 38    | 0     | 0     | 0     | 0        | 1     | 4     | 3        | --          | .200  | 266   | 66.0     | 55       | 7           | 20       | 3     | 2        | 35       | 0     | 1        | 27    | 27       | 3.68     | 1.14    |
| 1975      | 近鉄      | 15    | 0     | 0     | 0     | 0        | 0     | 1     | 0        | --          | .000  | 135   | 31.0     | 33       | 5           | 10       | 0     | 3        | 9        | 0     | 0        | 15    | 13       | 3.77     | 1.39    |
| 通算：5年 | 通算：5年 | 101   | 5     | 0     | 0     | 0        | 2     | 9     | 3        | --          | .182  | 765   | 183.2    | 175      | 21          | 54       | 3     | 10       | 102      | 2     | 3        | 79    | 75       | 3.67     | 1.25    |

### 記録
- 初登板・初先発登板：1967年7月13日、対南海ホークス11回戦（日本生命球場）、1回1/3を3失点で敗戦投手
- 初勝利・初先発勝利：1967年8月30日、対西鉄ライオンズ23回戦（北九州市営小倉球場）、5回2/3を1失点
- 初セーブ：1974年6月13日、対南海ホークス前期12回戦（日本生命球場）、9回表2死から3番手で救援登板・完了、1/3回無失点

### 背番号
- 19 （1967年 - 1970年）
- 49 （1971年 - 1976年）